# Amtsgericht Trier

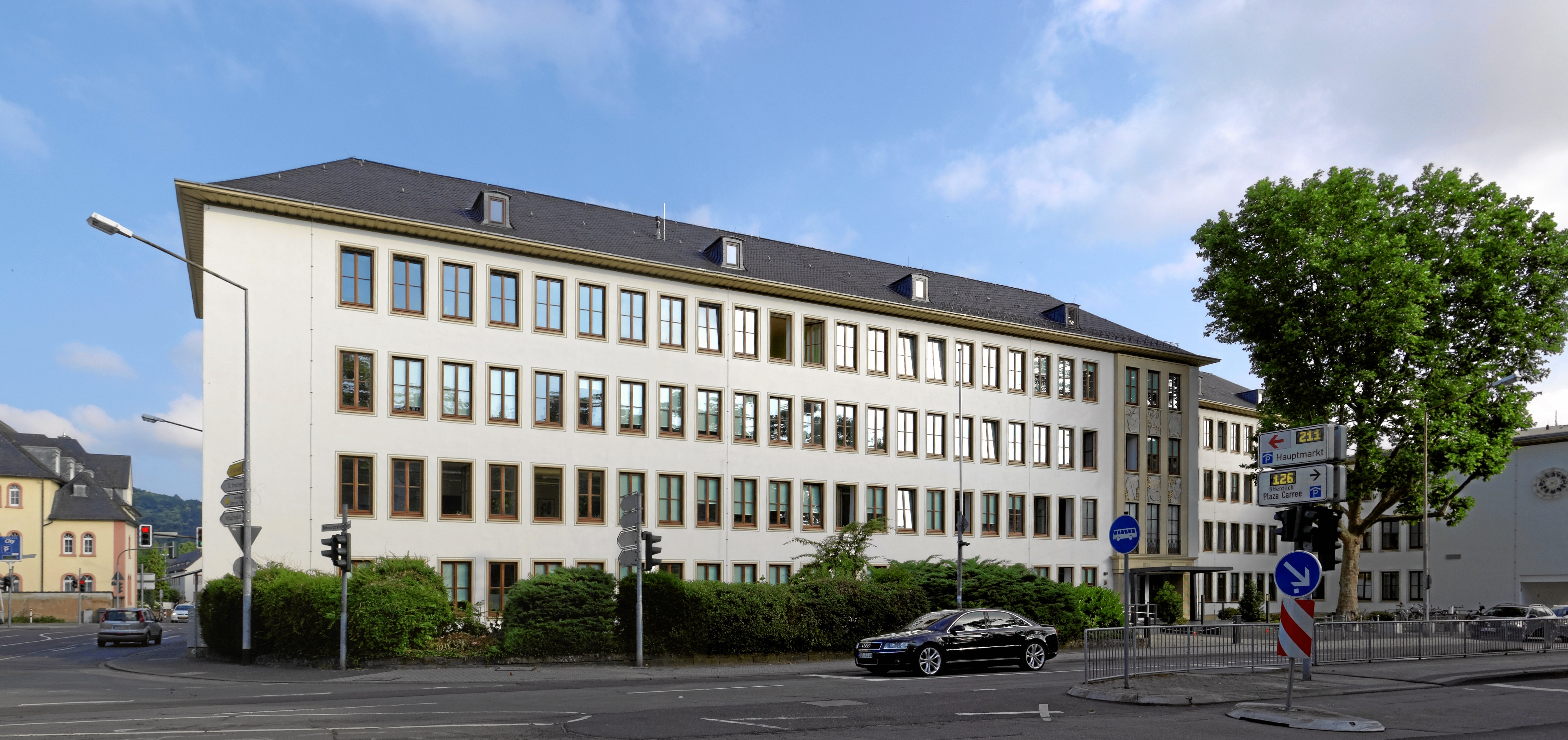
Gemeinsames Gebäude des Amtsgerichts und des Landgerichts Trier

Das Amtsgericht Trier ist ein Gericht der ordentlichen Gerichtsbarkeit in Rheinland-Pfalz. Es ist eines der acht Amtsgerichte im Bezirk des Landgerichts Trier.

## Gerichtssitz
Gerichtssitz ist in der Justizstraße 2, 4, 6 in Trier. Das Amtsgericht ist zusammen mit dem Landgericht Trier untergebracht.

## Mitarbeiter
Am Amtsgericht Trier sind beschäftigt (2011):
- 19 Richter
- 18 Rechtspfleger
- 31 Geschäftsstellenverwalter - mittlere Justizbeamte -
- 30 Justizangestellte
- 7 Gerichtsvollzieher

## Zuständigkeit
Das Amtsgericht Trier ist für alle Sachen zuständig, die bei einem Amtsgericht anhängig gemacht werden können außer Genossenschaftsregister, Schifffahrtsregister, Handelsregister, Vereinsregister, Partnerschaftsregister und Standesamtssachen.
Besondere Zuständigkeit
Das Amtsgericht Trier ist für die Landwirtschafts-, Zwangsversteigerungs-, Zwangsverwaltungs- und Insolvenzsachen der Bezirke der Amtsgerichte Hermeskeil und Saarburg zuständig.

## Übergeordnete Gerichte
Dem Amtsgericht Trier ist das Landgericht Trier übergeordnet. Zuständiges Oberlandesgericht ist das Oberlandesgericht Koblenz. Ebenso ist das Haftgericht und zuständig für die Personenstandssachen des Bezirkes des Landgerichts Trier.